# 涂羽卿

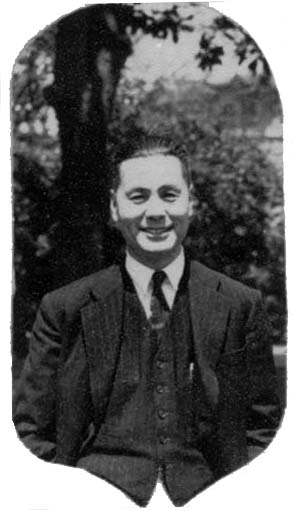

涂羽卿（1895年—1975年9月11日），男，湖北黄冈人，中国物理学家，曾任圣约翰大学校长、中国基督教青年会全国协会总干事，中国基督教三自爱国运动的倡导人之一。

## 生平
1895年，涂羽卿出生在中国湖北省黄冈县。父亲为牧师，自幼受洗。1914年毕业于北京清华学校高等科，随后赴美国留学。先后就读于康涅狄克州的卫斯理大学理科、麻省理工学院土木工程、纽约哥伦比亚大学商学院，1918年获硕士学位。1919年6月，涂羽卿在纽约与美国女子牟莉·霍甫斯结婚。
1919年9月涂羽卿回国，担任国立东南大学物理系教授7年时间。1927年到上海担任沪江大学物理系主任。1930年受派去美国芝加哥大学研究物理，于1932年获博士学位回国。于1946年11月出任圣约翰大学首任中国校长。这一时期，涂羽卿政治立场激进，发表过一些批评国民政府的言论。1948年辞职。1949年1月起担任中华基督教青年会全国协会总干事。
1950年，涂羽卿等40名基督教人士发起《三自宣言》，成为中国基督教三自爱国运动的早期倡导人之一，担任中国基督教三自爱国运动委员会常委，以及第2-4届全国政协委员会委员。1952年圣约翰大学解散以后，涂羽卿任南京师范学院、苏州江苏师范学院物理系教授、以及上海师范学院物理系主任。
文革时期，涂羽卿由于其基督徒身份以及与外国人结婚（牟莉已于1956年加入中国籍），受到批斗和关押，受到精神上及肉体上的严重刺激折磨，直到1972年被释放。1975年9月11日，涂羽卿去世于上海。1979年平反。

## 著作
- 现阶段的中国与基督教青年会的使命，《天风》，第68期，1947年4月19日
- 參加了政協全國委員會第三次會議以後 ，《天风》， 1951年12月1日，292期，第6页
- 控訴美帝解放前後利用青年會的侵略罪行，《天风》， 1951年8月11日，276期，第13页